# ريتشارد بوليت
ريتشارد و. بوليت  (بالإنجليزية: Richard Bulliet)‏(مواليد 1940) هو أستاذ التاريخ في جامعة كولومبيا ومتخصص في تاريخ المجتمع الإسلامي ومؤسساته، وتاريخ التكنولوجيا، وتاريخ دور الحيوانات في المجتمع البشري.

## النشأة والتعليم
بوليت نشأ في ولاية إلينوي. والتحق بجامعة هارفارد وحصل منها على درجة البكالوريوس في عام 1962 ثم على درجة الدكتوراة في عام 1967. هو حفيد كلارنس يوسف سي. جي. بوليت، الي كان ناقدا فنيا وصحفيا.

## مؤلفاته
له العديد من الكتب التي تهتم بإيران وغيرها التي تعاملت مع العالم الإسلامي بصورة أشمل، ومنها كتاب النبلاء من نيسابور: دراسة في التاريخ الإسلامي في القرون الوسطى (1972)، وكتاب اعتناق الإسلام في القرون الوسطى: دراسة في التاريخ الكمي (1979), وكتاب  الإسلام: انطلاقا من الهوامش (1994). ومن الأمثلة على كتبه التي ألقت نظرة أوسع على التاريخ الإسلامي ومجتمعاته  كتاب تحت الحصار: الإسلام والديمقراطية (1994)، وكتاب دفاعا عن مقولة الحضارة الإسلامية - المسيحية (2004). له أيضا كتاب الجمل والعجلة (1975)  وكتاب الصيادون والرعاة والهامبرغر: الماضي والمستقبل في علاقات الإنسان والحيوان (2005) والذي يتكلم عن المراحل الأربع لتاريخ العلاقة بين الإنسان والحيوان: الانفصال (عندما بدأ البشر يعتبرون أنفسهم منفصلين جوهريا عن الحيوانات)، ما قبل التدجين (غني بالتعبيرات الرمزية عن الحيوانات)، والتدجين (استغلال الحيوانات وترويضها للاستخدام البشري)، وما بعد التدجين (استهلاكنا الصناعي الحالي والفصل عن الحيوانات الأليفة).
وله قصص روائية خيالية مثل ركلة جمل قاضية (1973)، و ضريح الإمام الثاني عشر (1979)،و سيناريو الخليج (1984)، و آلة الكمان للصوفي (1991).